# Wallace Clement Sabine
Wallace Clement Sabine (13 giugno 1868 – 10 gennaio 1919) è stato un fisico statunitense, precursore degli studi sull'acustica architettonica.
Laureatosi presso l'Ohio State University nel 1886 all'età di 18 anni dopo aver frequentato la Harvard University, vi rimase come membro della facoltà. Sabine è stato il progettista acustico della Boston Symphony Hall, considerata uno dei migliori teatri al mondo per la sua acustica.

## Carriera
La carriera di Sabine rappresenta la storia della nascita del moderno campo dell'acustica architettonica. Nel 1895 si presentò il problema di migliorare l'acustica della Fogg Lecture Hall, facente parte del Fogg Art Museum di Harvard: un obiettivo impossibile, a detta del collegio dei docenti del dipartimento di fisica di Harvard. L'incarico passò di mano in mano finché non capitò al giovane professore di fisica W.C. Sabine risolvere il problema. Sabine, sebbene molto stimato dai suoi docenti, non aveva un dottorato in fisica e non aveva grande esperienza con l'acustica. 
Sabine affrontò la questione cercando di determinare cos'è che rendeva la Fogg Lecture Hall differente da altre strutture acusticamente accettabili, in particolare il Sanders Theater, considerato acusticamente eccellente. Infatti, per diversi anni, Sabine ed il suo gruppo di assistenti passarono molto tempo a spostare gli scaffali e gli arredi fra le due strutture, testando poi l'acustica con un organo; in particolare furono spostate centinaia di poltrone imbottite dal Sanders Theater alla Fogg Lecture Hall, il tutto durante la notte, per poi rimettere tutto al proprio posto all'alba, prima dell'apertura delle sale. Sabine effettuò migliaia di particolari misurazioni (sebbene inaccurate per gli standard odierni), valutando il tempo di decadimento del suono su varie frequenze, in presenza di differenti materiali. Egli testò il tempo di riverbero con molti e differenti tipi di tappeti orientali dentro la Fogg Lecture Hall, con diverse persone sedute sulle poltrone: scoprì in questo modo che il corpo di una persona abbatte il tempo di riverbero come circa sei poltrone imbottite. 
Tramite queste "incursioni notturne", Sabine fu in grado di determinare una precisa relazione fra la qualità acustica, le dimensioni della sala, e la capacità di assorbimento acustico delle superfici presenti. Definì così formalmente il tempo di riverbero, che è ancora la più importante caratteristica correntemente in uso per stabilire il livello di qualità acustica di una stanza. Il tempo di riverbero è definito come il numero di secondi necessari all'intensità delle riflessioni per decadere di 60 dB (decibel) al di sotto del livello di intensità del suono originario. La sua formula è
{\displaystyle T={\frac {V}{A}}\cdot 0.161\,\mathrm {s} }
dove T è il tempo, V è il volume della stanza in metri cubi, ed A è l'area di assorbimento del suono in metri quadri.
Inoltre, studiando diversi ambienti giudicati acusticamente eccellenti, Sabine fu in grado di determinare che le migliori sale da concerto avevano un tempo di riverbero di 2-2.25 secondi (un tempo inferiore renderebbe le sale "secche" per un ascoltatore), mentre le migliori sale da lettura hanno un tempo di riverbero leggermente inferiori ad 1 secondo. La sala di lettura del Fogg Museum, invece, aveva un tempo di riverbero di 5.5 secondi, cioè una parola restava udibile per 5.5 secondi, addirittura 12-15 secondi se l'oratore proseguiva a parlare. Un ascoltatore, quindi, doveva sopportare un alto grado di risonanza ed eco.
In seguito alla sua scoperta, Sabine rivestì la Fogg Lecture Hall di materiale fono-assorbente, per tagliare il tempo di riverbero e ridurre l'effetto-eco. Questo successo rafforzò la carriera di Wallace Clement Sabine, favorendone l'assunzione come consulente di acustica presso la Boston Symphony Hall, il primo teatro progettato seguendo le basilari nozioni di acustica. Il design acustico di Sabine fu un gran successo e la Symphony Hall di Boston è generalmente considerata una delle migliori sale da concerto nel mondo. Inoltre, l'unità di assorbimento del suono è stata nominata "sabin" in suo onore.